# 上野市ビジネスホテル従業員強盗殺人事件
上野市ビジネスホテル従業員強盗殺人事件（うえのしビジネスホテルじゅうぎょういんごうとうさつじんじけん）とは、1997年に発生した強盗殺人事件。

## 概要
1997年4月13日未明に三重県上野市（現在の伊賀市）のビジネスホテルでフロント係の従業員（48歳）がフロント奥の事務室金庫から3日分の売上金約159万円を奪われた末に二十数か所を刃物のようなもので刺されて出血多量で死亡した。扉などに手形の血痕が付着しており、カウンターのレジスターにも物色した跡があった。被害者は仮眠用のトレーニングウエア姿で、裸足だったことから、仮眠中に刃物で脅され、金庫の開け方を教えた後に殺害されたものとみられた。三重県警は強盗殺人事件として上野警察署に特捜本部を設置した。
強盗殺人罪の公訴時効は当時15年であり、時効成立まであと2年を切った2010年4月27日に殺人罪と強盗殺人罪の公訴時効を廃止し、公訴時効が成立していない過去の事件にも遡及する法案が国会で成立し、同日に施行されたことで、同事件の公訴時効は廃止された。
三重県警によってDNA型鑑定をやり直し、遺留物と型が一致した元ホテル従業員の工員が犯人と特定されて、2013年（平成25年）2月1日に逮捕され、2月23日に起訴された。2010年の殺人罪の公訴時効廃止を受け捜査本部が継続された事件で、被疑者が割り出され、逮捕された初のケースとなった。
2013年11月14日から津地方裁判所で裁判員裁判が開かれ、同地裁は11月22日に「被害者の上半身を集中的に刺し、深さ5センチメートル以上の傷だけでも23ヶ所あった。執拗かつ残虐。」「当初は窃盗目的だったが、殺害後すぐに現金を奪うなど冷酷な犯行。酌量の余地はない。」として検察の求刑通り無期懲役の判決を言い渡した。弁護側は控訴したが、2014年（平成26年）4月24日に名古屋高等裁判所は控訴を棄却する判決を言い渡した。弁護側は上告した。
弁護側は「事件当時は時効が15年だったのに、改正で遡って時効を廃止にしたのは（事後に定めた法律によってさかのぼって違法とする）遡及処罰を禁止した憲法第39条に違反する。時効成立を認めるべきだ。」と主張したが、2015年（平成27年）12月3日に最高裁判所第一小法廷（桜井龍子裁判長）は「時効撤廃は憲法で禁止された違法性の評価や責任の重さを遡って変更するものではなく、被疑者や被告人になる可能性のある人物の既に生じていた法律上の地位を著しく不安定にする改正ではない」と退けて時効成立を認めずに上告を棄却する判決を言い渡し、無期懲役の判決が確定した。